# Federação Romena de Handebol
Federação Romena de Handebol (em romeno:  Federaţia Română de Handbal) (FRH) é o órgão responsável pela organização dos eventos e representação dos atletas de handebol da Romênia. Foi fundada em 1936 e a sede fica em Bucareste. FRH é liderada por seis departamentos. Alexandru Dedu é o atual presidente da entidade.

## Histórico
O primeiro jogo de handball na Romênia, mencionado na imprensa (no jornal "Hermannstädter Tageblatt"), foi provavelmente o que aconteceu no início do verão 1921, logo após um ano após o primeiro jogo de handball no mundo ( em Berlim em fevereiro de 1920). O jogo foi disputado no Estádio Central de Sibiu. Foi organizado pelo professor Wilhelm Binder, e as equipes que se enfrentaram foram duas escolas de ensino médio da região: Brukenthal High School e Girls High School. Binder tinha se familiarizado em Leipzig em 1912 com o esporte pré-handball chamado "Raffball", um esporte que ele apresentou em Sibiu em 1913. 
Em 1931, Sibiu organizou a primeira grande competição: Copa Transilvânia.
Em 1933, o handebol é adicionado à Federação Romena de Voleibol e Basquetebol, se tornando Federação Romena de Voleibol, Basquetebol e Handebol (FRVBH).
Em 1934, a Copa Transilvânia passa a ser Liga Nacional de Handebol. A liga era constituída por três subdivisões com base em sua localização: a Liga Norte (Ardeal), a Liga Oeste (Banat) e a Liga Sul (Bucareste e Ploieşti).
Em 1936, a Federação Romena de Handebol é fundada como órgão independente.

## Competições
A Federação Romena de Handebol organiza as seguintes ligas de handebol:
- Liga Națională
- Liga Națională (feminino)
- Divisão A
- Divisão A (feminino)
- Campeonato Júnior Masculino I de Handebol
- Campeonato Júnior Feminino I de Handebol
- Campeonato Júnior Masculino II de Handebol
- Campeonato Júnior Feminino II de Handebol
- Campeonato Júnior Masculino III de Handebol
- Campeonato Júnior Feminino III de Handebol

A Federação também gere a Seleção Romena de Handebol, tanto masculina quanto feminina, e o Trofeul Carpaţi.

## Presidentes
| Nome                   | Posse                      |
| ---------------------- | -------------------------- |
| Nicolae Duţescu        | 1933–1936                  |
| Ion Drăgan             | 1936–1940                  |
| Maxim Ganţu            | 1940–1949                  |
| Adrian Sabatini        | 1950–1952                  |
| Petre Capră            | 1952–1957                  |
| Tudor Vasile           | 1957–1968                  |
| Dumitru Costea         | 1968–1973                  |
| Ioan Kunst-Ghermănescu | 1973–1986                  |
| Ani Matei              | 1986–1989                  |
| Ioan Kunst-Ghermănescu | 1990–1992                  |
| Adrian Pascal          | 1992–1993                  |
| Cornel Oțelea          | 1993–1995                  |
| Valentin Samungi       | 1995–1996                  |
| Cristian Gațu          | 1996–2014                  |
| Alexandru Dedu         | Fevereiro de 2014–presente |